# Клеймування
Клеймувáння (рос. клеймение, клеймление, англ. marking, нім. Signierung f, Stempelung f, Markierung f) — пробірно-технологічна операція нанесення відбитку державного пробірного клейма (або іменного знаку) на ювелірні та побутові вироби з дорогоцінних металів. Не підлягають обов'язковому К. в органах державного пробірного контролю напівфабрикати і зливки з дорогоцінних металів; вироби з дорогоцінних металів, які мають історичну або археологічну цінність, а також ордени, медалі й монети; дрібна насічка (інкрустація) золотом і сріблом на зброї, предметах побуту, релігійного культу тощо; сухозлітка жовта і сухозлітка срібна; прилади, лабораторний посуд та інші вироби, що виготовляються з дорогоцінних металів і призначені для наукових, виробничих, медичних та інших цілей.